# Goduine Koyalipou
Goduine Koyalipou (Bangui, 15 februari 2000) is een Centraal-Afrikaans-Frans voetballer die sinds januari 2025 uitkomt voor RC Lens.

## Clubcarrière
Koyalipou genoot zijn jeugdopleiding bij Chamois Niortais. Op 28 januari 2017 maakte hij zijn officiële debuut voor het tweede elftal van de club, dat toen uitkwam in de CFA2: in de competitiewedstrijd tegen Les Genêts d'Anglet (0-2-verlies) mocht hij kort na het uur invallen. Op 8 december 2017 maakte hij zijn officiële debuut voor het eerste elftal van Chamois Niortais: in de competitiewedstrijd tegen Stade de Reims (1-2-nederlaag) liet trainer David Guion hem in de 82e minuut invallen voor Laurent Agouazi. Bij zijn eerste basisplaats in de Ligue 2, op 19 januari 2018 tegen Tours FC, opende hij zijn doelpuntenrekening voor de club. Het leverde Niort wel geen punten op, want Tours won de wedstrijd met 2-1. Diezelfde maand nog ondertekende de zeventienjarige Koyalipou zijn eerste profcontract bij de club.
In juni 2021 stapte Koyalipou over naar de Zwitserse eersteklasser FC Lausanne-Sport. In januari 2023 leende Lausanne-Sport, dat in 2022 uit de hoogste divisie degradeerde, hem uit aan de Franse derdeklasser US Avranches. Daar was Koyalipou in achttien competitiewedstrijden goed voor dertien doelpunten.
In juli 2023 trok Koyalipou de deur bij Lausanne-Sport definitief achter zich dicht: de aanvaller onderekende een driejarig contract met optie op een extra seizoen bij de Belgische tweedeklasser SK Beveren. Ook in het shirt van deze club vond hij vlot de weg naar doel: met zestien doelpunten kroonde hij zich in zijn debuutseizoen bij Beveren tot topschutter van de Challenger Pro League. Beveren verkocht de aanvaller in de zomer van 2024 aan CSKA Sofia. Daar bleef hij nauwelijks een half seizoen, want zijn goede prestaties daar – vijftien goals in zeventien officiële wedstrijden – leverden hem een transfer naar de Franse eersteklasser RC Lens op.

## Interlandcarrière
Koyalipou speelde in 2018 vijf jeugdinterlands voor Frankrijk –18 en Frankrijk –19, waarvoor hij in totaal viermaal scoorde. Op 7 september 2023 maakte hij zijn interlanddebuut voor de Centraal-Afrikaanse Republiek: in de Afrika Cup-kwalificatiewedstrijd tegen Ghana (2-1-verlies) speelde hij een hele wedstrijd.
1 Petrić ·
2 Aguilar ·
3 Machado ·
4 Danso ·
7 Sotoca  ·
8 Nzola ·
9 Satriano ·
10 Costa ·
11 Fulgini ·
13 Chávez ·
14 Medina ·
15 Ojediran ·
16 Koffi ·
18 Diouf ·
19 Cabot ·
20 Sarr ·
22 Saïd ·
23 El Aynaoui ·
24 Gradit ·
26 Mendy ·
27 Bane ·
28 Thomasson ·
30 Ryan ·
34 Pouilly ·
36 Lebeau ·
37 Ganiou ·
38 Zaroury ·
Coach: W. Still
· Assistent-coach: N. Still